# Congo nos Jogos Olímpicos de Verão de 2012
O Congo competiu nos Jogos Olímpicos de Verão de 2012, que aconteceram na cidade de Londres, no Reino Unido, de 27 de julho até 12 de agosto de 2012.

## Desempenho

### Atletismo
Masculino
| Atleta                   | Evento | Preliminar | Preliminar | Quartos-de-final | Quartos-de-final | Meias-finais | Meias-finais | Final       | Final       |
| Atleta                   | Evento | Marca      | Posição    | Marca            | Posição          | Marca        | Posição      | Marca       | Posição     |
| ------------------------ | ------ | ---------- | ---------- | ---------------- | ---------------- | ------------ | ------------ | ----------- | ----------- |
| Devilert Arsene Kimbembe | 100 m  | 10s68 Q    | 2º/bat. 1  | 10s94            | 7º/bat. 5        | Não avançou  | Não avançou  | Não avançou | Não avançou |

### Natação
Masculino
| Atletas      | Evento     | Eliminatórias | Eliminatórias | Semifinal   | Semifinal   | Final       | Final       |
| Atletas      | Evento     | Tempo         | Posição       | Tempo       | Posição     | Tempo       | Posição     |
| ------------ | ---------- | ------------- | ------------- | ----------- | ----------- | ----------- | ----------- |
| Emile Bakale | 50 m livre | 25.62         | 43º           | Não avançou | Não avançou | Não avançou | Não avançou |

### Tênis de mesa
Classificados para o individual masculino:
- Suraju Saka
- Saheed Idowu

Classificado para o individual feminino:
- Xing Han